# 2372 Proskurin
2372 Proskurin è un asteroide della fascia principale del diametro medio di circa 22,77 km. Scoperto nel 1977, presenta un'orbita caratterizzata da un semiasse maggiore pari a 3,1060624 UA e da un'eccentricità di 0,1837843, inclinata di 2,74843° rispetto all'eclittica.
L'asteroide è dedicato all'astronomo russo Vitalij Fëdorovič Proskurin.